# Провансальська мова
Прованса́льська мо́ва (фр. provençal, окс. provençau) — варіант окситанської мови, яким розмовляють провансальці або синонім терміна «окситанська мова» (від лат. lingua occitana = langue d'oc), що широко використовується з початку XX ст. Розповсюджена в південних департаментах Франції. У середині XX століття провансальська мова називалася langue d'oc, на відміну від langue d'oïl, тобто французької мови (від провансальського ос — «так» та старофранцузького oil — «так»). Належить до групи романських мов. Близька до каталанської мови.

## Характеристика
Кількість людей, які розмовляють провансальською мовою — 8 мільйонів (станом на 1977 рік). Діалекти провансальської мови використовуються як мови усного спілкування, особливо в селах, й інтенсивно витісняються французькою мовою.
Діалекти провансальської мови об'єднуються в три зони: північноокситанська (лімузенська, овернська, альпійсько-прованська), середньоокситанська (лангедокська та прованська) та гасконська. Фонетично зберігають кінцеві ненаголошені голосні i, е, о (u) та дифтонгічні сполучення типу ai, oi, au. Володіють сильно розвинутою системою дієслівних флексій. Категорія роду та числа іменників виражається артиклем та займенниковими прикметниками, як і в сучасній французькій мові.
Деякі риси в галузі фонетики та морфології зближають провансальську мову з іберо-романськими мовами: фрикативне b, апікальне r, збереження l’; розвинута дієслівна флексія. У старопровансальській мові збереглося два відмінки (називний та непрямий).

## Історія
Літературна провансальська мова існує, за деякими припущеннями, з X ст. У XII—XIII ст. поезія провансальських трубадурів широко відома в Північній Франції, Італії, Іспанії та Німеччині. Літературна провансальська мова цього періоду (мова поезії та прози) — Койне, вирізняється наявністю більш-менш єдиних норм. До середини XVI ст. провансальська мова виступає як адміністративно-ділова мова. З утратою політичної незалежності Південної Франції спільність норм літературної мови порушується, в ній з'являються діалектні риси. Робилися спроби відродження загальнопровансальської літературної мови. Найвдаліша спроба фелібрів (2-га половина XIX ст.) створити новопровансальську літературну мову на базі прованського діалекту (ронський говір) із використанням ресурсів старопровансальської літературної мови. Рух фелібрів очолював Фредерик Містраль, мова творів якого стала нормою цієї мови.
До кінця XIX ст. виник «окситанський» варіант новопровансальської літературної мови на ширшій діалектній основі.